# Vaejovis stetsoni
Espèce
Vaejovis stetsoni est une espèce de scorpions de la famille des Vaejovidae.

## Distribution
Cette espèce est endémique d'Arizona aux États-Unis. Elle se rencontre dans le comté de Graham vers 1 337 m d'altitude dans les monts Galiuro.

## Description
La femelle holotype mesure 18,35 mm et le mâle paratype 14,63 mm.

## Étymologie
Cette espèce est nommée en l'honneur d'Eric Stetson.

## Publication originale
- Ayrey & Myers, 2019 : « A new “vorhiesi” group species of Vaejovis from the Galiuro Mountains, southern Arizona (Scorpiones: Vaejovidae). » Euscorpius, no 284, p. 1–14 (texte intégral).